# Lets curlingteam (gemengddubbel)
Het Letse curlingteam vertegenwoordigt Letland in internationale curlingwedstrijden.

## Geschiedenis
Letland debuteerde op het wereldkampioenschap curling voor gemengddubbele landenteams van 2008 in het Finse Vierumäki. De Letten werden zevende. Dat was hun beste resultaat tot nu toe. In 2017 werd er een wedstrijd om de zevende plaats gespeeld. Finland won met 7-1 van Letland.
Letland nam nog niet deel aan het gemengddubbel op de Olympische Winterspelen.

## Letland op het wereldkampioenschap
| Jaar | Plaats        | Team                              | WG            | W             | V             | PV            | PT            |
| ---- | ------------- | --------------------------------- | ------------- | ------------- | ------------- | ------------- | ------------- |
| 2008 | 7             | Robert Krusts & Iveta Staša       | 7             | 4             | 3             | 43            | 37            |
| 2009 | 11            | Robert Krusts & Iveta Staša       | 8             | 4             | 4             | 51            | 50            |
| 2010 | 16            | Ansis Regža & Dace Regža          | 6             | 1             | 5             | 36            | 47            |
| 2011 | 24            | Gints Caune & Līga Caune          | 7             | 0             | 7             | 25            | 61            |
| 2012 | 11            | Ansis Regža & Dace Regža          | 8             | 4             | 4             | 56            | 52            |
| 2013 | 23            | Renārs Freidensons & Evita Regža  | 8             | 2             | 6             | 48            | 57            |
| 2014 | 17            | Ansis Regža & Dace Regža          | 8             | 3             | 5             | 53            | 62            |
| 2015 | 12            | Arnis Veidemanis & Iluta Linde    | 10            | 6             | 4             | 76            | 69            |
| 2016 | 28            | Artis Zentelis & Ieva Rudzīte     | 6             | 2             | 4             | 44            | 40            |
| 2017 | 8             | Andris Bremanis & Santa Blumberga | 11            | 8             | 3             | 73            | 57            |
| 2018 | 19            | Ritvars Gulbis & Santa Blumberga  | 7             | 3             | 4             | 48            | 39            |
| 2019 | 27            | Ritvars Gulbis & Santa Blumberga  | 7             | 3             | 4             | 45            | 43            |
| 2021 | Geen deelname | Geen deelname                     | Geen deelname | Geen deelname | Geen deelname | Geen deelname | Geen deelname |
| 2022 | Geen deelname | Geen deelname                     | Geen deelname | Geen deelname | Geen deelname | Geen deelname | Geen deelname |
| 2023 | Geen deelname | Geen deelname                     | Geen deelname | Geen deelname | Geen deelname | Geen deelname | Geen deelname |
| 2024 | Geen deelname | Geen deelname                     | Geen deelname | Geen deelname | Geen deelname | Geen deelname | Geen deelname |
| 2025 | Geen deelname | Geen deelname                     | Geen deelname | Geen deelname | Geen deelname | Geen deelname | Geen deelname |

Australië · België · Brazilië · Bulgarije · Canada · China · Chinees Taipei · Denemarken · Duitsland · Engeland · Estland · Filipijnen · Finland · Frankrijk · Griekenland · Groot-Brittannië · Guyana · Hongarije · Hongkong · Ierland · India · Israël · Italië · Jamaica · Japan · Kazachstan · Kirgizië · Koeweit · Kosovo · Kroatië · Letland · Litouwen · Luxemburg · Mexico · Mongolië · Nederland · Nieuw-Zeeland · Nigeria · Noorwegen · Oekraïne · Oostenrijk · Polen · Portugal · Puerto Rico · Qatar · Roemenië · Rusland · Saoedi-Arabië · Schotland · Servië · Slovenië · Slowakije · Spanje · Thailand · Tsjechië · Turkije · Verenigde Staten · Wales · Wit-Rusland · Zuid-Korea · Zweden · Zwitserland